# Kiczora (1024 m)
Kiczora (1024 m n.p.m.) – szczyt górski położony w Beskidzie Sądeckim, w Paśmie Radziejowej. Znajduje się w grzbiecie odbiegającym od Prehyby na południe, pomiędzy dolinami potoków Sielskiego oraz Starego. Zarówno szczyt, jak i stoki są porośnięte lasem.
Kiczora znajduje się w województwie małopolskim, w powiecie nowotarskim, w gminie miejsko-wiejskiej Szczawnica. Przez Kiczorę i Stary Wierch przebiega czarny szlak narciarski Prehyba – Szlachtowa, a także szlak konny. Wschodnie, południowe i zachodnie stoki Kiczory trawersuje gruntowa droga ciągnąca się od potoku Sopotnickiego południowymi stokami Pasma Radziejowej po Czarną Wodę.